# Michael Schulte (Sänger)

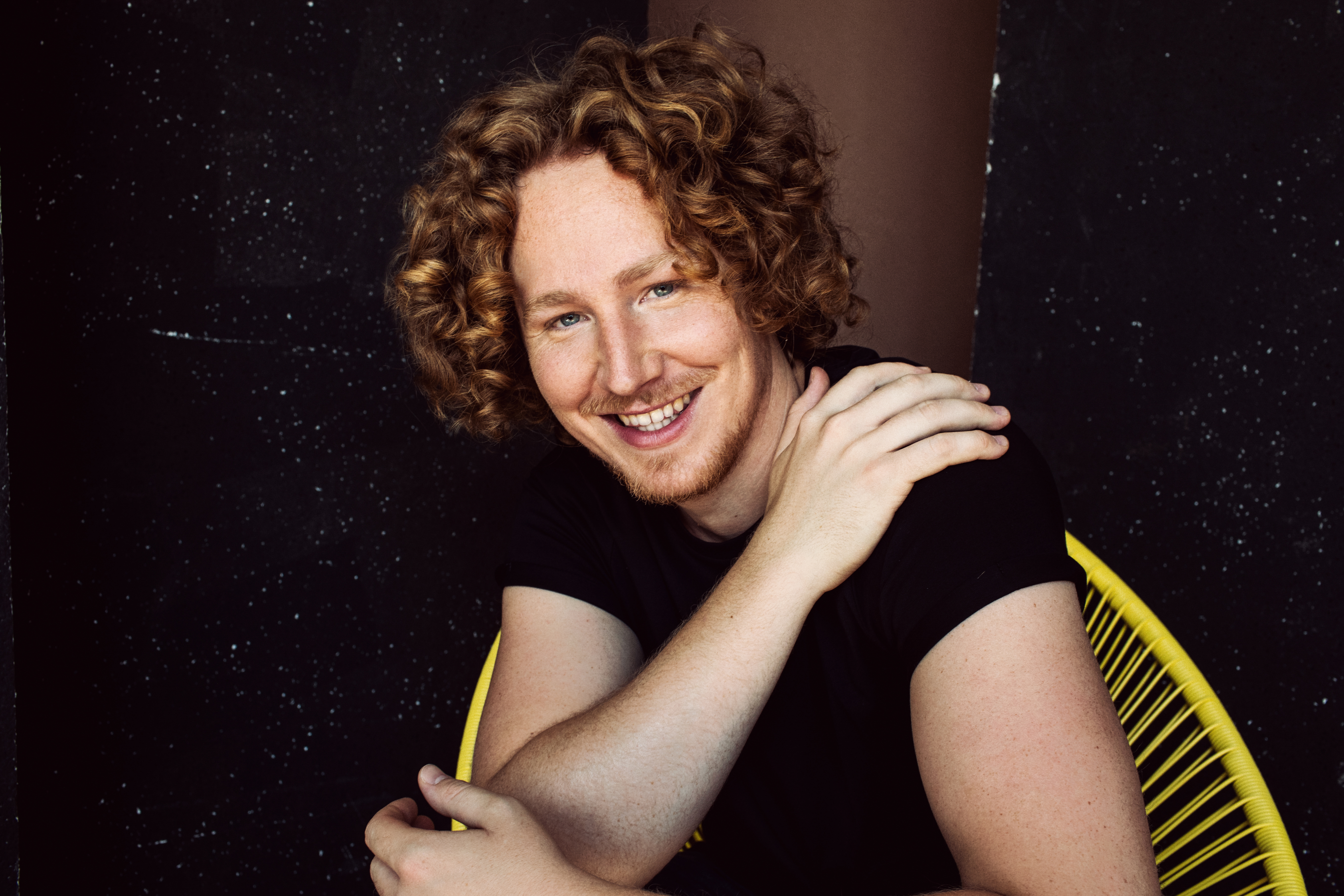
Michael Schulte (2019)

Michael Schulte (* 30. April 1990 in Eckernförde) ist ein deutscher Singer-Songwriter. Er wurde zunächst durch die Veröffentlichung von Coverversionen erfolgreicher Songs auf seinem YouTube-Kanal bekannt. Bei der Gesangs-Castingshow The Voice of Germany erreichte er 2012 den dritten Platz. 2018 vertrat er mit dem Lied You Let Me Walk Alone Deutschland beim Eurovision Song Contest 2018 in Lissabon und erreichte dort den vierten Platz.

## Leben

### Jugend und Privatleben

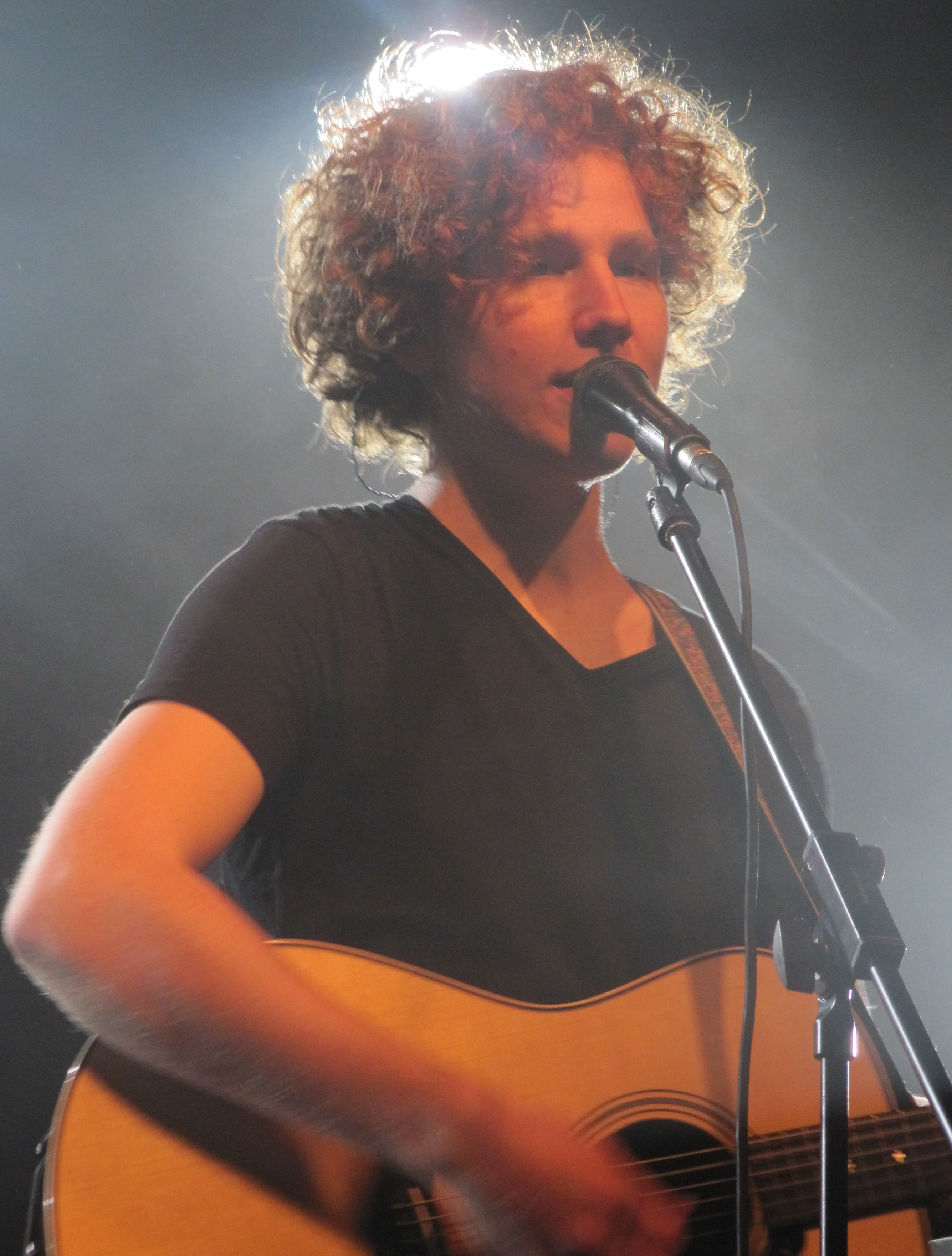
Michael Schulte, 2012

Schulte wuchs in Lindau an der Schlei auf und zog mit elf Jahren nach Dollerup bei Flensburg. Er machte 2009 sein Abitur an der Duborg-Skolen, dem dänischen Gymnasium in Flensburg und spricht neben Deutsch auch fließend Dänisch. Anschließend leistete er seinen Zivildienst ab. Er ist seit Juni 2018 verheiratet und lebt mit seiner Frau bei Buxtehude. Im August 2018 bekam das Paar einen Sohn. Im März 2021 bekam das Paar einen zweiten Sohn.

### YouTube-Aktivitäten
Seit Februar 2008 lädt er regelmäßig Coverversionen aktueller Lieder beim Internet-Videoportal YouTube hoch. Bei diesen begleitet er sich meistens mit der Gitarre. Insgesamt wurden seine Videos über 50 Millionen Mal angesehen. Sein meistgesehenes Video ist die zusammen mit Max Giesinger gesungene Coverversion des Songs Somebody That I Used to Know von Gotye und Kimbra, die bisher über 4,6 Millionen Mal angesehen wurde. Im April 2010 schloss er einen Management-Vertrag mit der viva la media GmbH ab. Im August 2010 unterschrieb er einen Labelvertrag bei Weinstein Media, gegründet von Singer/Songwriter Andy Weinstein in Berlin. Im Juni 2011 stand er mit dem Sänger Rea Garvey, der ihn zuvor auf YouTube entdeckt hatte, bei der Kieler Woche auf der Bühne.

### Teilnahme anThe Voice of Germany
Ab Ende 2011 nahm er an der Gesangs-Castingshow The Voice of Germany teil. Bei den Blind Auditions wurde er von Garvey ausgewählt, der bei der Show als Juror und Gesangscoach mitwirkte. Anschließend qualifizierte er sich für die Anfang 2012 stattfindenden Liveshows. Seine Coverversion des Radiohead-Songs Creep aus der ersten Liveshow erreichte anschließend Platz 62 der deutschen Singlecharts.
Schulte zog in das Finale der besten vier Teilnehmer ein und belegte dort am 10. Februar 2012 den dritten Platz. Mit seinem Titel Carry Me Home erreichte er anschließend die Top 10 der deutschen Charts. Von Februar bis März 2012 begleitete er Garvey auf dessen I Can’t Stand the Silence-Tour, wo er seine Single Carry Me Home präsentierte und gemeinsam mit Garvey den Musicalsong Feeling Good vortrug. In der 10. Staffel 2020 war er Coach der „Comeback Stage“.

### Weitere Karriere
Im Juni 2012 unterschrieb Schulte einen Vertrag beim Label Very Us Records der WVG Medien GmbH. Im September und Oktober 2012 war er mit Max Giesinger auf Deutschland-Tour. Schultes Album Wide Awake stieg auf Platz eins der deutschen Newcomercharts ein. Rea Garvey schrieb für dieses Album den Song Beautiful Life, die restlichen Songs schrieb er allein oder mit anderen Songwritern. Im Dezember 2012 veröffentlichte er seine EP Grow Old with Me inklusive seiner zweiten Single You Said You’d Grow Old with Me aus seinem Album Wide Awake.
Schulte war im Frühjahr 2013 auf Grow Old with Me Solo Acoustic Tour und stellte deutschlandweit sein Album vor. Er spielte insgesamt 29 Konzerte, davon eines in Wien. Im November 2013 veröffentlichte er das Weihnachtsalbum My Christmas Classics, auf dem er, neben einem eigenen Song, zwölf Weihnachtsklassiker im neuen Gewand präsentiert. Im November und Dezember begleitete er außerdem die britische Boygroup Blue im Vorprogramm ihrer Deutschlandtour.
Im Februar 2014 veröffentlichte Schulte seine erste Singleauskopplung Rock and Scissors aus seinem Studioalbum The Arising, das im Oktober 2014 veröffentlicht wurde. Im Mai 2014 veröffentlichte er seine EP Thoughts inklusive der zweiten gleichnamigen Single aus dem Album. Ab November stellte er sein Album auf einer deutschlandweiten Tour vor. Im August 2014 wurde er auf den VideoDays in Köln mit dem PlayAward in der Kategorie Musik ausgezeichnet. Ab März 2017 war er in der Rolle des Micha in der dreiteiligen ZDFneo-Fernsehserie Neomaniacs zu sehen. Im April 2017 veröffentlichte er das Album Hold the Rhythm.
Im Februar 2018 nahm er an der deutschen Vorentscheidung zum Eurovision Song Contest 2018 Unser Lied für Lissabon teil. Mit der Maximalpunktzahl von 36 setzte er sich gegen fünf andere Bewerber durch und vertrat Deutschland beim ESC in Lissabon. Er erreichte dort mit 340 Punkten den vierten Platz.
Im Juni 2018 erschien das Musikhörspiel und Album zum Projekt Die Kinder der toten Stadt – Musikdrama gegen das Vergessen. Schulte singt und spricht die Hauptrolle des Albert. Das Stück erzählt von den gefangenen Kindern im Ghetto Theresienstadt, ihrem Leben dort und ihrer Ermordung in den NS-Todeslagern. Im Mai 2024 trat Schulte als das „Mysterium“ bei The Masked Singer auf.

## Diskografie
Studioalben

| Jahr | Titel Musiklabel                      | Höchstplatzierung, Gesamtwochen, AuszeichnungChartplatzierungen (Jahr, Titel, Musiklabel, Platzierungen, Wochen, Auszeichnungen, Anmerkungen) | Höchstplatzierung, Gesamtwochen, AuszeichnungChartplatzierungen (Jahr, Titel, Musiklabel, Platzierungen, Wochen, Auszeichnungen, Anmerkungen) | Höchstplatzierung, Gesamtwochen, AuszeichnungChartplatzierungen (Jahr, Titel, Musiklabel, Platzierungen, Wochen, Auszeichnungen, Anmerkungen) | Anmerkungen                              |
| Jahr | Titel Musiklabel                      | DE | AT | CH | Anmerkungen                              |
| ---- | ------------------------------------- | --- | --- | --- | ---------------------------------------- |
| 2011 | All the Waves Weinstein Media         | — | — | — | Erstveröffentlichung: 10. März 2011      |
| 2011 | Berlin Sessions Weinstein Media       | — | — | — | Erstveröffentlichung: 1. Dezember 2011   |
| 2012 | Wide Awake Very Us Records (WVG)      | DE54 (1 Wo.)DE | — | — | Erstveröffentlichung: 28. September 2012 |
| 2014 | The Arising Very Us Records (WVG)     | DE81 (1 Wo.)DE | — | — | Erstveröffentlichung: 3. Oktober 2014    |
| 2017 | Hold the Rhythm Very Us Records (WVG) | — | — | — | Erstveröffentlichung: 28. April 2017     |
| 2019 | Highs & Lows Very Us Records (WVG)    | DE23 (2 Wo.)DE | — | — | Erstveröffentlichung: 25. Oktober 2019   |
| 2023 | Remember Me Polydor (UMG)             | DE9 (3 Wo.)DE | — | — | Erstveröffentlichung: 29. September 2023 |

## Filmografie (Auswahl)
- 2017: neoManiacs (Fernsehserie, Darsteller)

## Auszeichnungen
- 2018: Publikums-Bambi: „Neue deutsche Musikstars“
- 2024: Radio Regenbogen Award in der Kategorie "Künstler National"[24]